# Обмін ув'язнених
Обмін ув'язнених, або обмін полонених — угода, за якою сторони, які перебувають у протистоянні (наприклад, у стані війни чи іншого конфлікту) одночасно звільняють певних ув'язнених: шпигунів, полонених, заручників або політичних ув'язнених. Зазвичай такий обмін супроводжується висилкою.
Обмін ув'язнених у міжнародному праві регламентується Женевськими конвенціями від 1929 і 1949 років.

Обмін ув'язнених можливий у тому разі, коли керівництво обох сторін взаємно звинувачує одне одного у фізичному переслідуванні політичних супротивників і утриманні їх під вартою (у в'язницях або таборах), застосуванні до них тортур.

Луїс Корвалан

Багато ліворадикальних організацій (наприклад, ALN, MR-8, Тупамарос та ін.) захоплювали високопоставлених чиновників своїх і чужих держав, щоб змусити уряди випустити на волю політичних в'язнів, яких піддають тортурам.
Найбільш відомим випадком обміну політв'язнями в СРСР є обмін Луїса Корвалана на Володимира Буковського в грудні 1976.
5 жовтня 1986 року, напередодні зустрічі Михайла Горбачова і Рональда Рейгана в Рейк'явіку, в обмін на заарештованого у США радянського розвідника було вислано до США і позбавлено радянського громадянства Юрія Орлова.
9 липня 2010 року президент Росії Мєдведєв підписав указ про помилування чотирьох росіян (Ігоря Сутягіна, Сергія Скрипаля, Олександра Запорізького та Геннадія Василенка), задовольнивши їх прохання про помилування. Помилування було здійснено в рамках операції з обміну чотирьох громадян РФ, засуджених за шпигунство на користь США та Британії та тих, хто відбував покарання в Росії, на десятьох агентів російських спецслужб, затриманих у США в червні 2010 року.

## Обмін полоненими між Україною та Росією

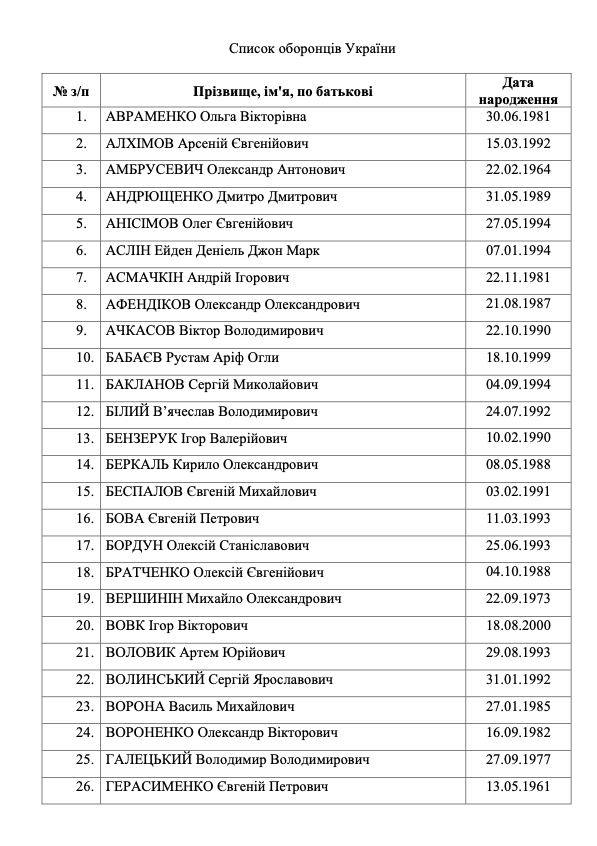
Список обміну військовополоненими 1/5

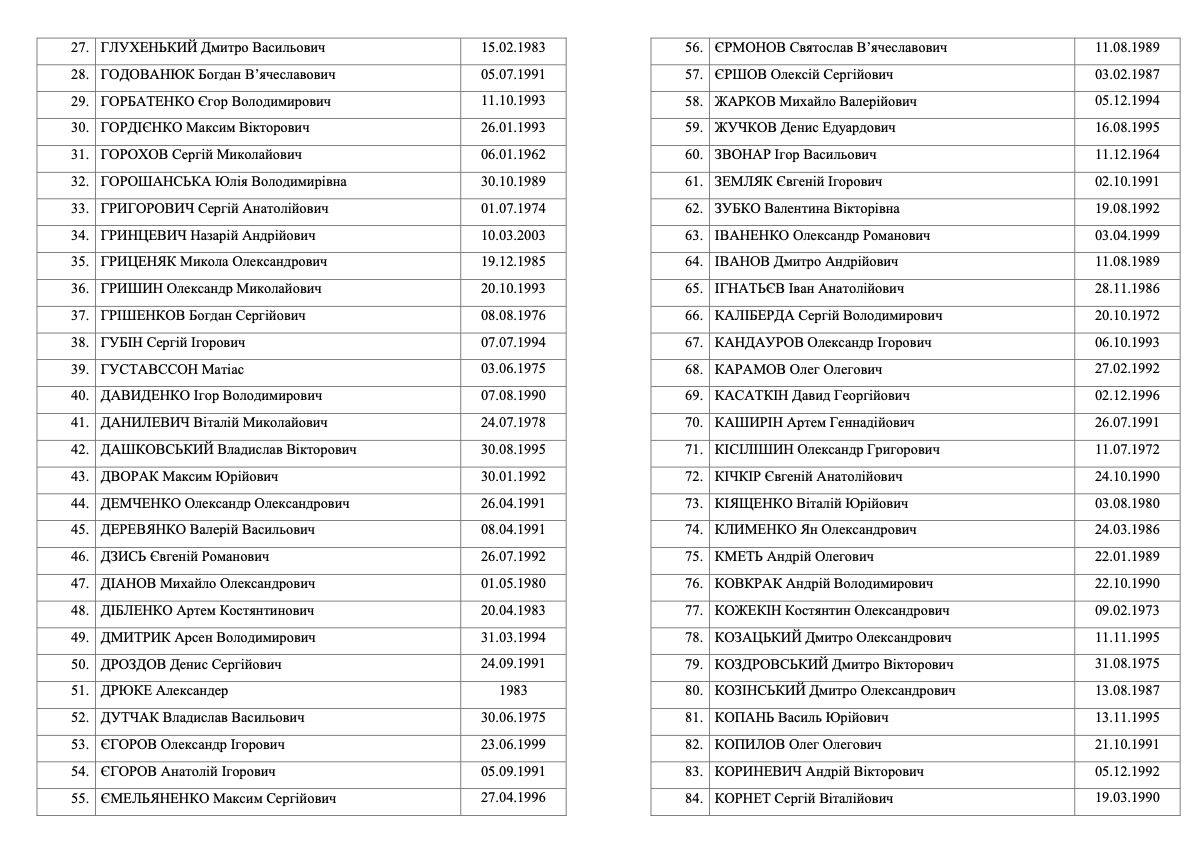
Список обміну військовополоненими 2/5

25 травня 2016 року в Росії президент РФ Путін підписав указ про помилування української льотчиці Надії Савченко, а президент України Порошенко задовольнив прохання про помилування співробітників російського ГРУ Євгена Єрофєєва та Олександра Александрова. Згодом країни обмінялися засудженими.
14 червня 2016 року відбувся обмін засуджених у Росії громадян України Геннадія Афанасьєва та Юрія Солошенка на обвинувачених у сепаратизмі та причетності до подій 2 травня громадян України Олену Гліщинську та Віталія Діденка.
Після повномасштабного вторгнення росіян в 2022 році українська сторона на постійній основі проводить обмін полоненим проектом "Ищи своих".

### Обміни під час повномасштабної російсько-української війни

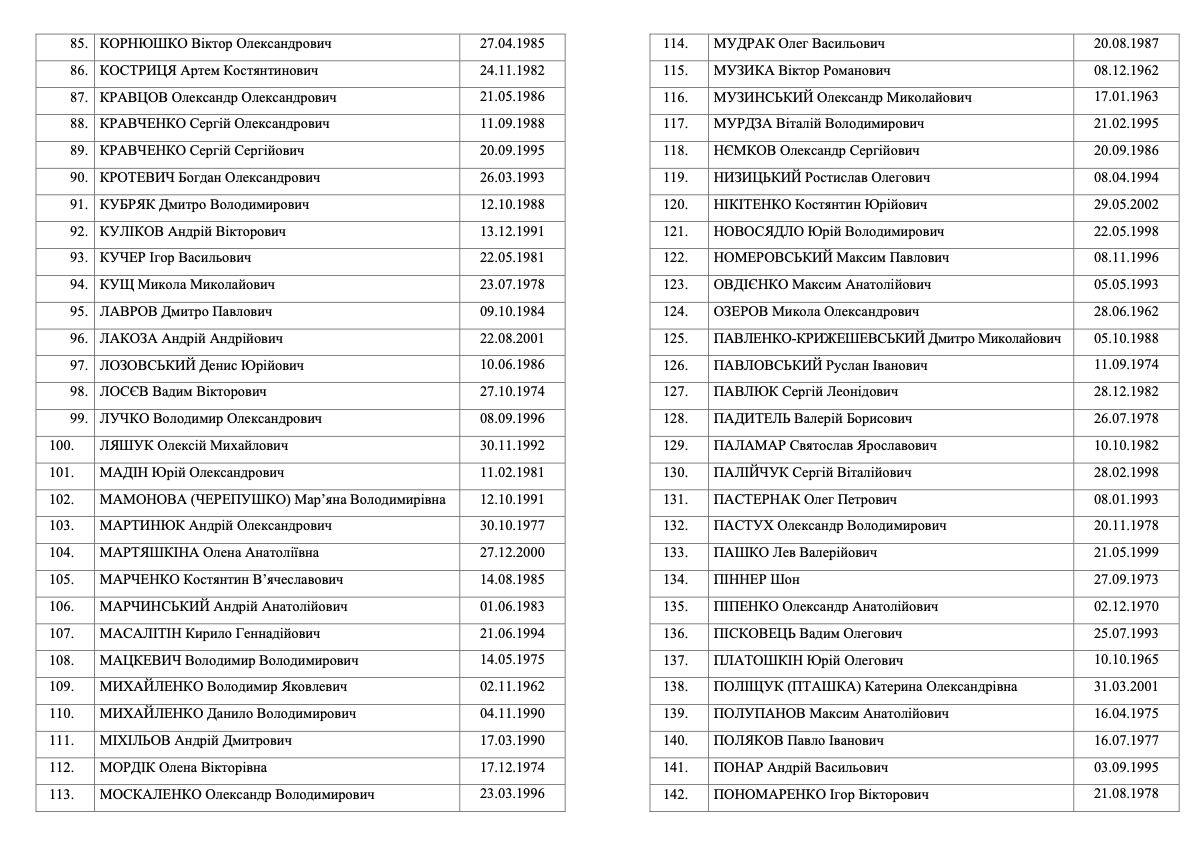
Список обміну військовополоненими 3/5

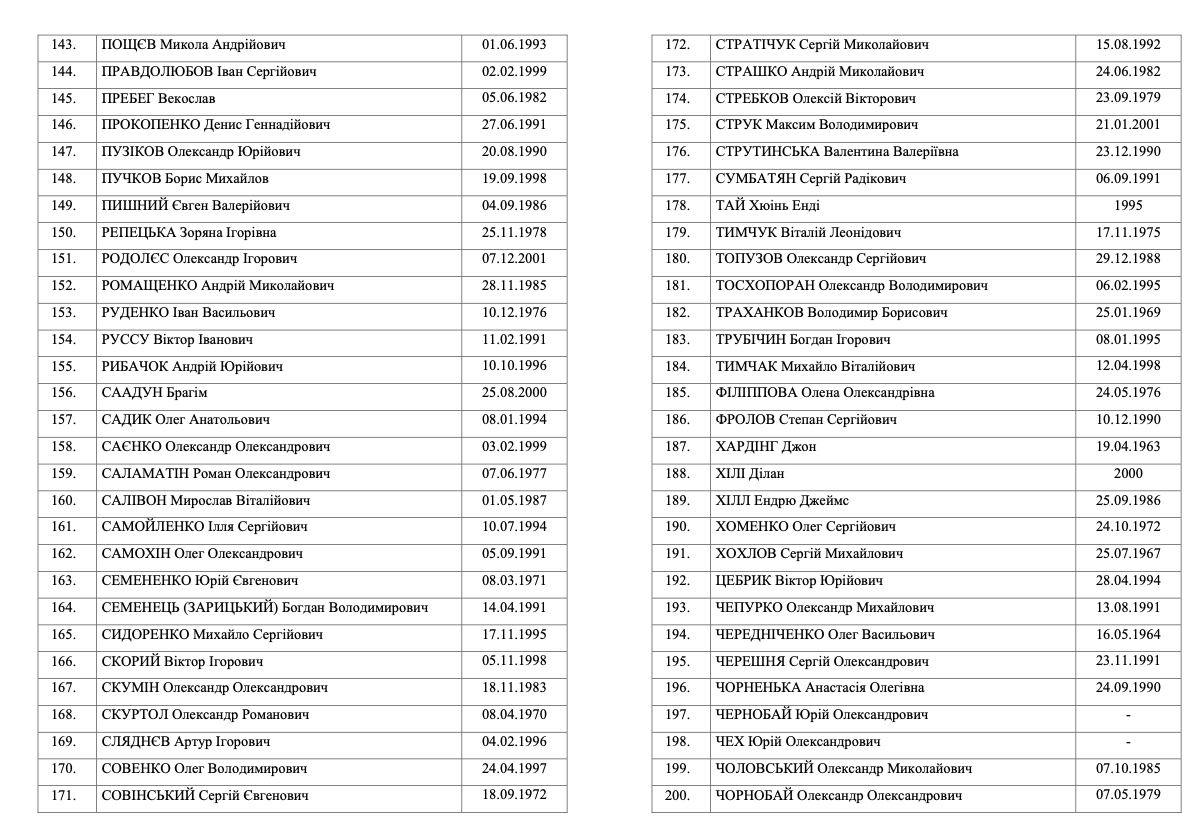
Список обміну військовополоненими 4/5

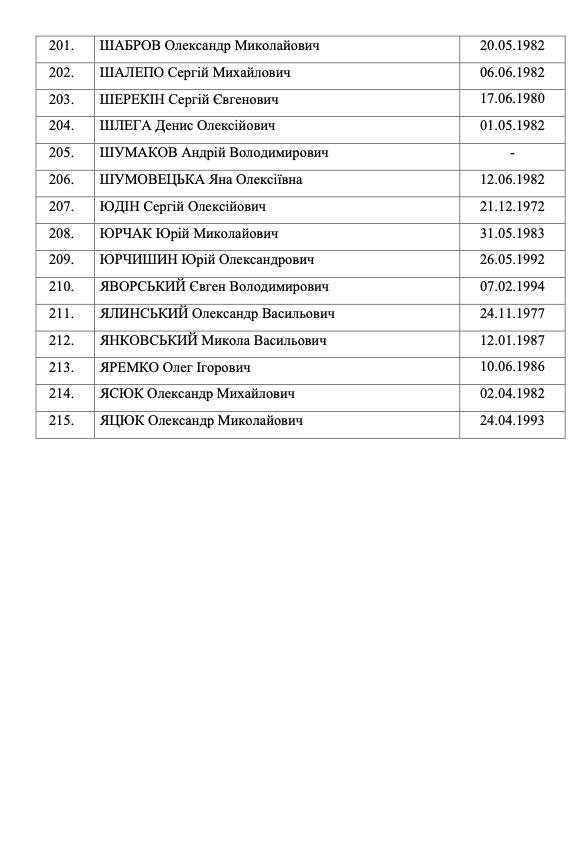
Список обміну військовополоненими 5/5

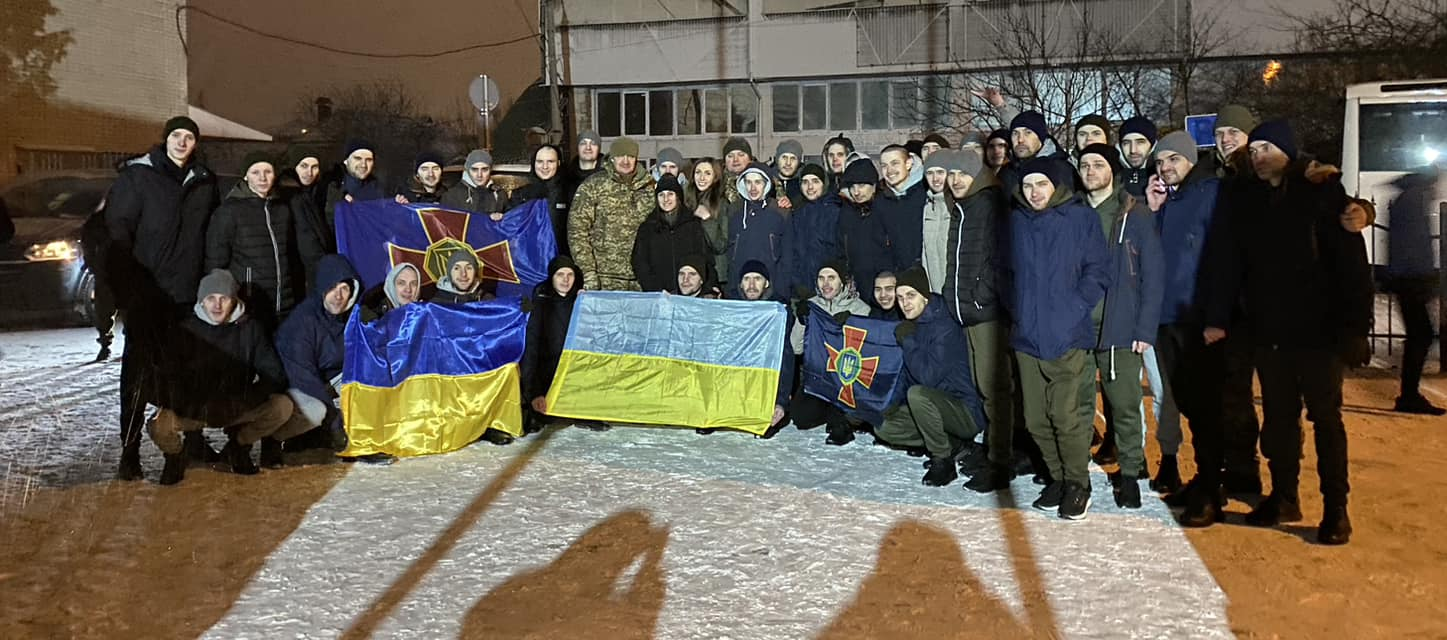
Файл:Exchange_of_captured_soldiers_between_Ukraine_and_Russia,_2024-01-03_(02).jpgЗвільнені українські військовополонені 3 січня 2024 рік.